# Omamy rzekome
Omamy rzekome, pseudohalucynacje, omamy psychiczne – objaw psychopatologiczny należący do zaburzeń spostrzegania, różniący się od halucynacji rzutowaniem w przestrzeń wewnętrzną.
Omamy rzekome zaliczają się do objawów psychopatologicznych klasyfikowanych do zaburzeń funkcji poznawczych grupy zaburzeń spostrzegania. Objawy zaburzeń spostrzegania klasyfikuje się dalej ze względu na sposób rzutowania oraz sądy: sąd realizujący i sąd klasyfikujący. W ich obrębie zalicza się je do zaburzeń spostrzegania bez adekwatnego bodźca, tak jak halucynacje i parahalucynacje.
W przypadku omamów rzekomych nie ma żadnego bodźca wywołującego dane doznanie, pomimo czego doznanie to jest odczuwane. Łączy je to z omamami, w przypadku których również nie ma żadnego bodźca. W ich przypadku podobnie – jeśli osoba dotknięta tym objawem odczuwa coś, co poza jej umysłem nie istnieje – to sąd realizujący jest fałszywy (jest to cecha różnicująca od iluzji). Również sąd klasyfikujący jest fałszywy.
Pseudohalucynacje od halucynacji odróżniają natomiast rzutowanie (przedmiotowość), a także pewne inne właściwości, jak mniejsza żywotność i większa obrazowość. O ile więc omamy mają charakter zwykłych doznań zmysłowych, pseudohalucynacje określa się nie tylko jako nieprawidłowe doznania zmysłowe, ale też jako omamy psychiczne, zbliżone do wyobrażeń (opisywane bywają jako żywe wyobrażenia). O ile halucynacjami mogą być głosy lub wizje dochodzące ze świata zewnętrznego, omamy psychiczne dotknięta nimi osoba umiejscawia je (rzutuje) w obrębie swego ciała, w subiektywnej przestrzeni wewnętrznej. Mogą być one lokalizowane na przykład w tej osobie, w jej jaźni, w głowie (niekiedy jako głośne myśli), w oczach, brzuchu, a nawet w głębi jestestwa. Pseudohalucynacje modalności wzrokowej pacjent może rzutować przed oczyma, ale także poza polem widzenia: z tyłu głowy czy za jakąś uniemożliwiającą widzenie przeszkodą, np. za ścianą. Pseudohalucynacje mogą też „dochodzić” ze znacznej odległości, uniemożliwiającej odbieranie zwykłych bodźców, a nawet z kosmosu czy innej wyobrażonej przestrzeni, np. z nadrzeczywistości. W takich przypadkach odróżnienie omamów rzekomych od halucynacji nie przedstawia trudności. Problem pojawia się w przypadku omamów rzekomych rzutowanych w obrębie ciała i omamów innych modalności, niż wzrok i słuch, np. omamów cenestetycznych, smakowych, węchowych. Niekiedy odróżnienie ich jest niemożliwe. Jednakże część specjalistów neguje w ogóle celowość rozróżniania omamów i omamów rzekomych.
Inne rozumienie terminu pseudohalucynacji występuje w piśmiennictwie anglosaskim, gdzie rzekomość omamów rozumie się jako niepełny sąd realizujący. Odczuwająca je osoba ma poczucie, że chodzi o coś nienaturalnego, nierzeczywistego, a nawet związanego z chorobą.
Omamy rzekome spotyka się w schizofrenii.